# ソビエト連邦戦争捕虜に対するナチスの犯罪行為

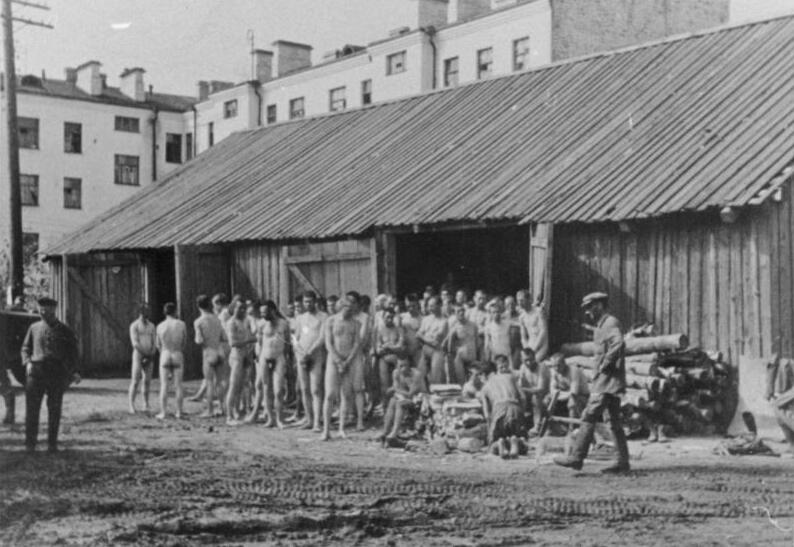
1941年8月、ヴィチェプスクで捕虜となり、害虫駆除のため裸にされた捕虜

ここでは第二次世界大戦中、独ソ戦において、ナチス・ドイツの捕虜となったソビエト赤軍将兵に対する大量虐殺について述べる。ドイツ国防軍の捕虜となったソビエト赤軍将兵の約60％、およそ330万から350万名が死亡した。

## 概説

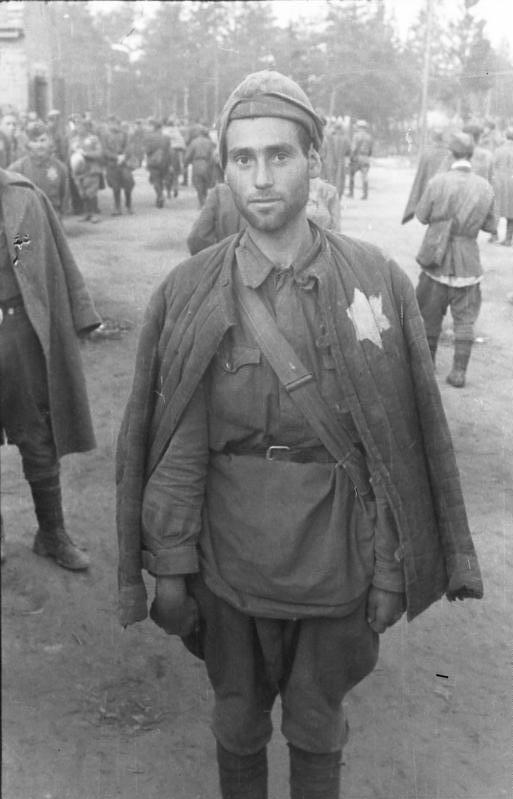
1941年8月、ユダヤ人と特定されたソビエト捕虜

1941年、アドルフ・ヒトラー率いるナチス・ドイツはバルバロッサ作戦を発動しドイツ国防軍を主体とした枢軸軍はソビエト連邦へ侵攻、ヨーロッパ・ロシアに広大な占領地を確保した、緒戦において赤軍は各戦場で大打撃を被り、敗れ孤立した将兵は百万人単位で捕虜となった。彼らの運命は過酷なものであった。ジュネーブ条約等国際条約で定められた捕虜に関する保護・待遇規定は何ら適用されず、即戦場で処刑された者、最前線からの死の行進で死亡した者、なお生き残った者も完全な根絶のために強制収容所へ送られ、非人道的環境の下で次々と死んでいった。
米国国立ホロコースト記念博物館（USHMM）による予想では、約330万から570万名のソビエト将兵が死亡したとしている。これは捕虜となったソビエト将兵の57％であったが、それに対してイギリス軍、アメリカ軍の捕虜となった将兵231,000名の内、死亡したのは3,6%の8,300名であった。いくつかの評価では不確定ではあるが、降伏直後に処刑された人数を含めて、500万名と見積もられている。この捕虜の内、ユダヤ系は5%であった。なお、ヨシフ・スターリンの息子、ヤーコフ・ジュガシヴィリも死亡した捕虜の一人であった。
戦争初期から捕虜虐殺は横行しており、露天での完全な放置と飢餓、即時処刑を通じて、1941年6月から1942年1月の間だけでも280万名のソ連軍捕虜が殺害された。また、1941年9月まで、1日毎に総勢のソビエト捕虜のうち1%が死亡した 。USHMMによれば、1941年冬までに「飢餓と病気の蔓延は想像を絶する規模の大規模な死へとつながった」とされている。ヘルベルト・バッケ食糧相によって提案された「飢餓計画」に基づき、食料があるにもかかわらず、多くの囚人にカニバリズムへ走らせるため、供給が行われることはなかった 。
それに対し、374,000から100万名のドイツ兵捕虜がソビエト強制収容所で死亡した。

## ソビエト赤軍政治将校の扱い
バルバロッサ作戦発動前夜の1941年6月6日、ヒトラーによりソビエト赤軍内部の政治将校についての命令が書面でなされた（コミッサール指令）。そこには、捕虜となった政治将校を他の捕虜と隔離したうえで「処分」することが要求されており、「完全なボリシェヴィキ、もしくはボリシェヴィキ活動家」と特定された捕虜も即座に処刑されることとなっていた。

## 収容所における捕虜

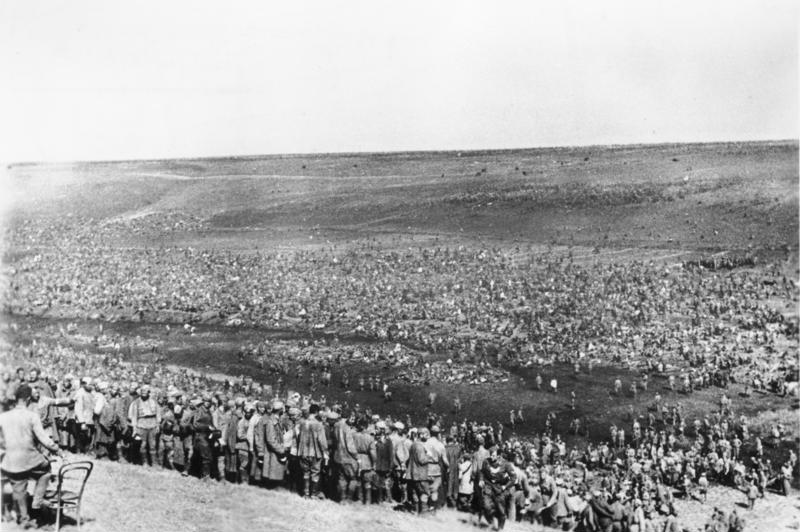
1942年8月、ソビエト捕虜用の即席収容所

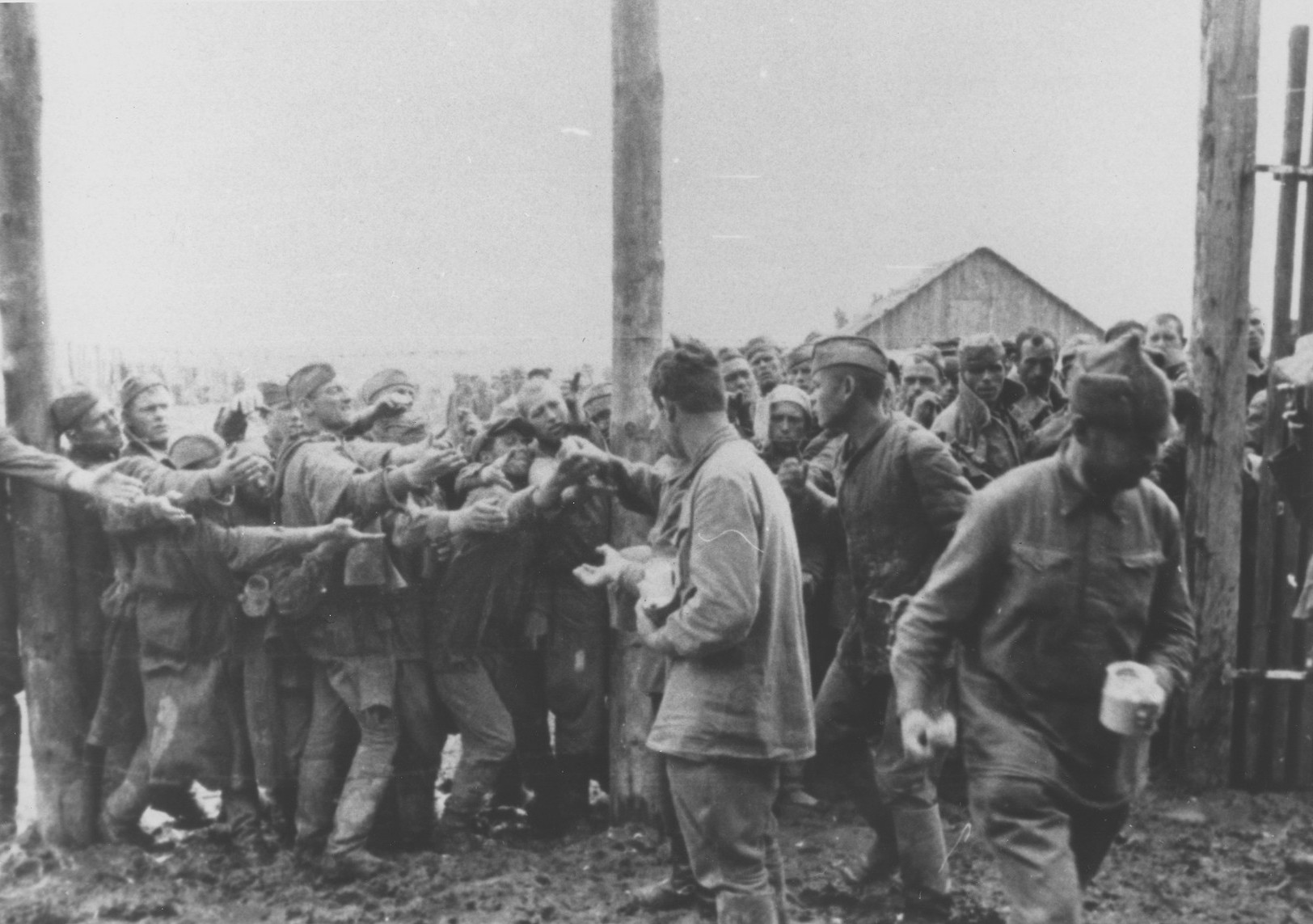
1941年6月、ヴィーンヌィツャ（ウクライナ）近辺の捕虜収容所での食料配布

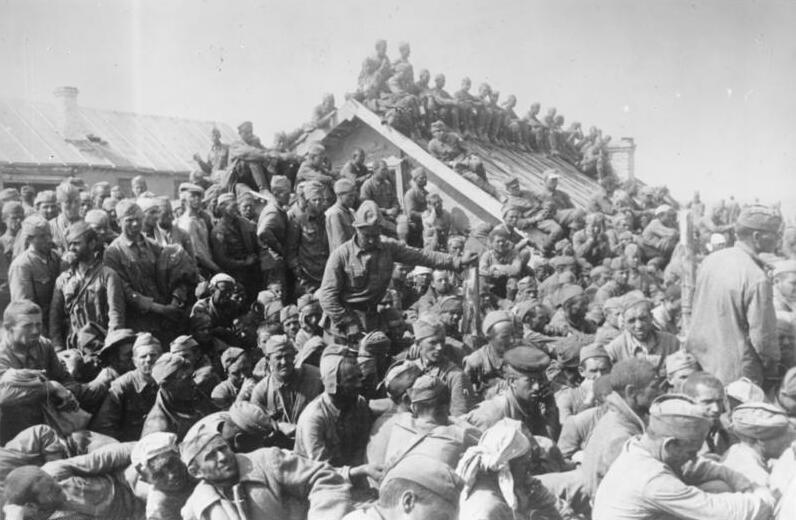
1941年8月、スモレンスク近辺、過密状態の捕虜収容所

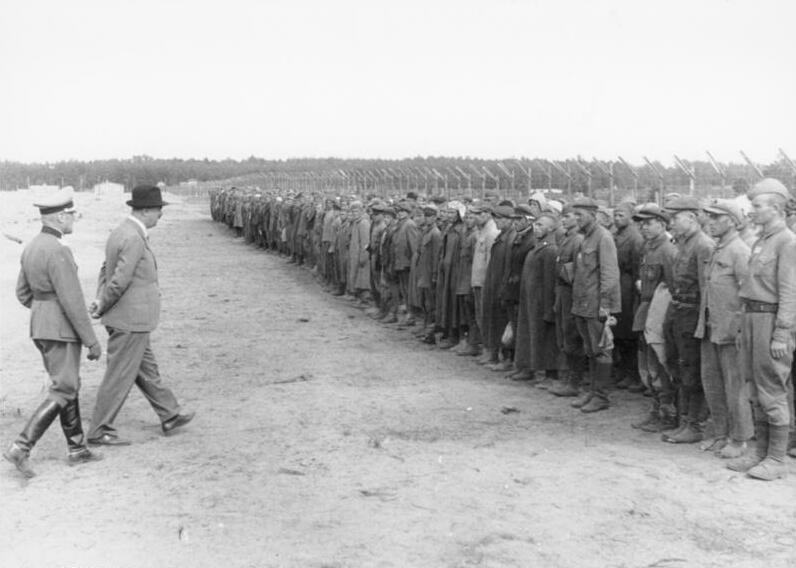
1941年8月、Stalag II-Bを訪問する国際赤十字の代表者

連合軍将兵が捕虜となった場合、通常ジュネーヴ条約等の国際条約に従った保護と待遇を受けたが、赤軍捕虜に対してはソ連政府がジュネーブ条約を批准していないことを名目に特別に用意されたRussenlager（ロシア人用収容所）と呼ばれる収容所へ収容、他国民の捕虜から隔離する措置が取られていた。
このRussenlager（ロシア人用収容所）の多くは収容施設そのものが存在せず、平原を有刺鉄線と監視塔で仕切っただけのものであった、風雨や酷暑、酷寒に晒された捕虜たちは、穴を掘って凌ぐほかなかった。警備兵による暴力、虐待は日常茶飯事であり、一日の食料は数百カロリーを与えられるに過ぎず、誰もが栄養失調を起こしていた。医療サービスは存在せず、1941年赤十字社による支援が申し込まれたが、ドイツ側はこれを拒絶した。
1941年夏から秋にかけて赤軍の敗北は続いた。包囲され脱出の術を失った部隊は11個にも上り、膨大な数の将兵が捕虜となった。電撃戦による早期の勝利が予想されたため、ナチス・ドイツはこれらの囚人の釈放を行う事を考えなかった。ドイツ軍管理下の元、捕虜たちは取り調べを行われるか、抑留されるか、行進を強制されるか、さもなくば無蓋貨車で輸送された。
また冬が始まった時、捕虜は防寒服など越冬用の装備が不十分であったドイツ軍により必需品や衣類を奪われたが、これは捕虜にとって致命的なことであった。

### 捕虜収容所の一部
Oflag IV-C（Offizierslager IV-C、将校用収容所）収容所として使用していたコツディッツ城に収容された連合軍の将校は、赤十字の救援物資をソビエト赤軍捕虜に渡らないようにするために隔離されていた。
Oflag XIII-A1941年7月、新たな施設（Oflag XIII-D）は、バルバロッサ作戦中に捕虜となったソビエト上級将校の為に準備されたが、1942年4月に閉鎖された。この時、生き残っていた捕虜（多くは冬の間に病気が流行し、死亡した。）は、他の収容所へ移された。
Stalag 324（第324捕虜収容所）一週間ごとに病気の捕虜は射殺された。
Stalag 350/Z1944年のソビエト連邦の報告書によると、処刑、殺害、飢餓で43,000名が死亡した。
Stalag 359B1941年9月21〜28日の間に赤痢が流行し、初日で3,261名が死亡、その後、約6,000名の処刑に繋がったが、これは悪名高い第306警察大隊によって行われた。
Stalag I-B約50,000名が収容所で死亡、その大部分がソビエト捕虜であった。
Stalag II-B第2収容所（Lager-Ost）はバルバロッサ作戦のために捕虜となった多数のソビエト将兵の為に1941年6月に設置されたが、11月、腸チフスが発生、約45,000名が死亡し、集団墓地に埋められた。予防措置はドイツ兵に感染が始まるまでは全く行われなかった。
Stalag III-A
Stalag III-C1941年7月にバルバロッサ作戦で捕虜となったソビエト将兵が送られた。彼等は隔離施設に収容され、病気は蔓延し、悲惨な状況であった。大部分の捕虜（最高で12,000名）が処刑か、飢餓か、病気により死亡した。
Stalag IV-A1941年6月〜9月にかけて、バルバロッサ作戦で捕虜となったソビエト将兵が送られた。状況は悲惨であり、飢餓、流行病、そして厳しい待遇により、生命は常に脅かされる状態であった 。死亡した捕虜は集団墓地に埋められた。
Stalag IV-B7月、約11,000名のソビエト兵と少数の将校が収容された。1942年4月までには厳しい衛生状況に起因する栄養失調と発疹チフスの流行により大部分が死亡、わずかに3,279名に激減した。彼等は集団墓地に葬られ、さらにその直後の1942年4月に送られて来た捕虜は到着した後まもなくに死亡するものが多数いた。1942年末、約10,000名の健康体であった捕虜は炭鉱で働かされるために、ベルギーへ送られた。残された者は結核を患い、一日に10名から20名の規模で病死し続けた。
Stalag IV-H1941年12月以降、腸チフスが流行したが、それまで収容されていた10,677名が流行の終わった1942年4月の時点で3,729名に激減していた。1942年、少なくとも1,000名がゲシュタポ及びブーヘンヴァルトにおいて「除去され」た。
Stalag V-A1941〜1942年の間に多くのソビエト捕虜が収容されたが、彼等は個別の囲いで囲まれ、他の捕虜よりも非常に厳しい扱いを受けた。数千人が栄養失調と病気で死ぬこととなった。
Stalag VI-C1941年夏、バルバロッサ作戦の捕虜、2,000名以上が収容された。状況は厳しく、飢餓、流行病、虐待により、命を失うものが多かった。死者は集団墓地に埋められた。
Stalag VI-K40,000〜60,000名の捕虜が死亡し、大部分は3箇所の集団墓地に埋められた。約200の記名された墓を含むソ連捕虜墓地は現在も存在する。
Stalag VII-A5年半の間に1,000名の捕虜が収容所で死亡したが、その内、800名がソビエト捕虜であり、大部分が将校であった。戦争終了時、27名のソビエト高級将校が生き残っていた。新たな捕虜は地元のミュンヘンゲシュタポにより到着と同時に取調べを受けており、約484名が「好ましくない人物」として強制収容所で処刑された。
Stalag VIII-C1941年後半、約50,000名の捕虜がその3分の1しか収容できないはずの収容所へ詰め込まれた。状況は厳しく、飢餓、流行病、虐待により、命を失うものが多かった。1942年前半までに、生存者は他の収容所へ送られた。
Stalag VIII-E1941年7月、初めてのソビエト捕虜が到着し、1942年6月までに100,000名以上がこの収容所へ詰め込まれた。飢餓、そして腸チフスと結核の流行のために、終戦までに半数が死亡した。
Stalag VIII-F身体的にも衛生的にも悲惨な状態であり、この収容所へ収容された300,000名のソビエト捕虜の内、およそ3分の1（約100,000名）が飢え、虐待、病気で死亡した。
Stalag X-B
Stalag XI-B1941年7月、10,000名以上ソビエト将校が収容されたが、その内、数千名は腸チフスの流行のために1941年2月の冬に死亡した。
Stalag XI-C1941年7月、バルバロッサ作戦により捕虜となったソビエト捕虜、約20,000名が収容されたが、収容のための小屋が建設されるまで、彼等は露天での生活を余儀なくされ、1941年から42年にかけての冬、約14,000名が死亡した。1943年後半に捕虜収容所としては閉鎖され、後の悪名高いベルゲン・ベルゼン強制収容所となった。

### 「淘汰プログラム」
1941-1942年かけての「淘汰プログラム（Aussonderungsaktionen）」によりゲシュタポは共産党員（ソビエト地方政府当局者、政治委員、学者、ユダヤ人、また「好ましくない」もしくは「危険な」個人らも含む）を特定し、彼等を強制収容所へ送り込んだが、彼等は即座に処刑された。1941年6月から1944年の間にソビエト捕虜全体の約10%が親衛隊髑髏部隊、もしくはアインザッツグルッペンに引き渡され、処刑された。

## 強制と死の収容所

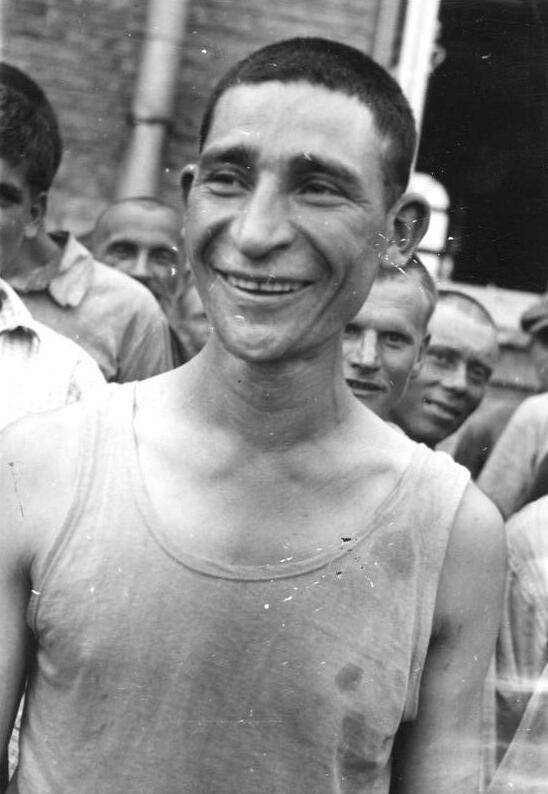
1941年6月、ユダヤ人のソビエト捕虜

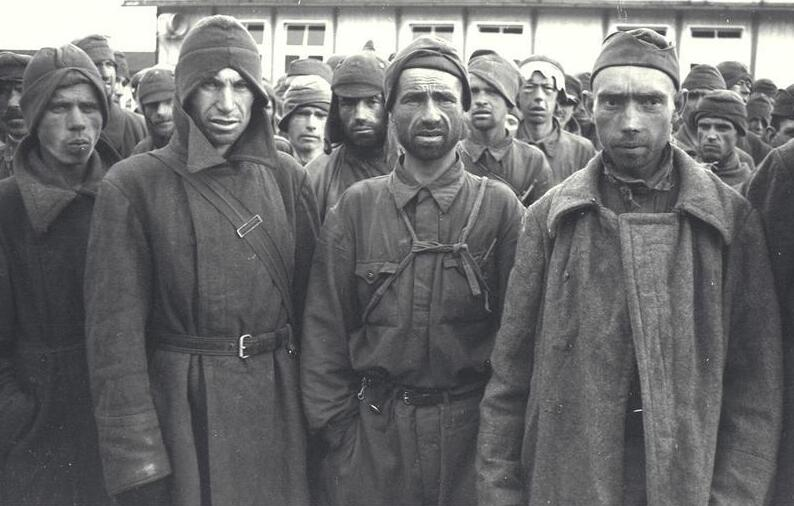
1941年10月、マウトハウゼン強制収容所のソビエト捕虜

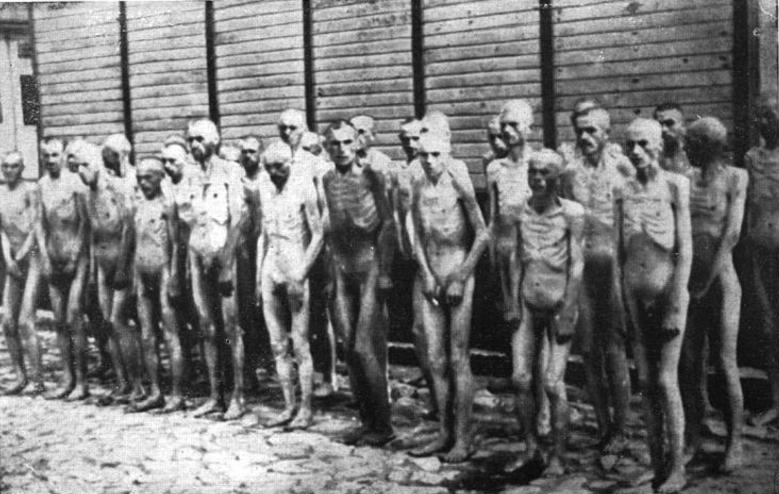
マウトハウゼン強制収容所で裸にされたソビエト捕虜、日時不明

140,000〜500,000のソビエト捕虜は強制収容所で射殺されるが、ガスで処刑されるかのいずれで最大多数処刑された。何人かは実験台に用いられ、ハンブルク大学のハインリッヒ・ベルニング（Heinrich Berning）博士は「飢饉実験」のために捕虜を死ぬほど飢えさせた。また、別の実験では拡張弾頭（ダムダム弾）で射殺された 。
アウシュヴィッツ＝ビルケナウ強制収容所強制労働のためにアウシュヴィッツIへ送られた約15,000名のソビエト捕虜は最後に点呼されたとき、わずか92名が生き残るのみであった。彼等の内、3,000名が射殺されるか、到着直後に毒ガスで殺害され、ソビエト捕虜の待遇は最悪であった。1941年に強制労働のために移された最初の10,000名は最初の5ヶ月で9,000名が死亡した。一団の約600名の捕虜は1941年9月3日、初のツィクロンBによる毒ガス実験で実験体として殺害された。1941年12月、さらに900名の捕虜が毒ガスで殺害された。1941年3月、親衛隊全国指導者ハインリヒ・ヒムラーはビルケナウに約100,000名のソビエト捕虜用の収容所の建設を命令した。1942年3月、ビルケナウがアウシュビッツII強制収容所として分類され直された頃、大部分のソビエト捕虜は死亡していた。
ブーヘンヴァルト強制収容所1941年から1942年の間、8,483名のソビエト捕虜は3人のゲシュタポドレスデン支部の3名の警察官により選ばれ、悪名高いGenickschuss（身長測定器に偽装した装置の前に捕虜を立たせ、無防備な首筋を撃って射殺する）で処刑されるために収容所に送られた。
ヘウムノ強制収容所Chełmnoの処刑施設で殺害された犠牲者は数百人のポーランド人とソビエト捕虜であった。
ダッハウ強制収容所約500名のソビエト捕虜が銃殺執行隊により処刑された。
フロッセンビュルク強制収容所1941年以内で1,000名以上の捕虜が処刑され、それは1944年まで散発的ながら続けられた。1944年5月1日、ソビエト捕虜は反乱を起こし、大規模な脱走を企てたが、失敗に終わっている。そのため、親衛隊はフロセンビュルクに特別収容所を設置した。
グロース・ローゼン強制収容所約65,000名の捕虜は半年もの間、草、水と塩だけの薄いスープを与えられたに過ぎず、餓死させられた。1941年10月、約3,000名のソビエト捕虜が銃殺のためにグロース・ローゼンに送られた。
ヒンツァート（Hinzert）強制収容所70人の捕虜は健康診断を受けるだけと言われていたが、その代わりにシアン化カリウムを注射された。
マイダネク1941年後半、初の輸送が行われ、約5,000名のソビエト捕虜が送られたが、露天での生活と飢餓のために死亡した 。また、処刑は穴のすぐ側で行われ、射殺後、死体は穴の中に落とされ、埋められた。
マウトハウゼン強制収容所ドイツとソビエトの戦争の勃発後、多数のソビエト捕虜が収容され、ほとんどが他の施設から隔離された小屋に収容された。1942年前半、新築されたガス室で処刑された最初のグループの大部分がソビエト捕虜であった。彼等の内、少なくとも2,843名が処刑され、USHMMの調査によれば、「多くの捕虜が処刑されたため、収容所近辺の川は血で赤く染まり、地元住民が水が汚染されたと不平をいっていた。」とされる。
ノイエンガンメ強制収容所
ザクセンハウゼン強制収容所ここで行われた処刑において、ソビエト捕虜は最大の犠牲者を出すこととなった。数千名（1941年8月31日から10月2日に処刑された9,090名を含む）は到着直後に処刑された。
ソビボル強制収容所ユダヤ人、ソビエト捕虜はここで何十万も毒ガスで処刑された。なお、捕虜の1人、アレクサンドル・ペチェルスキーは1943年10月14日、集団脱走を企て、成功している。

## 強制労働収容所
1942年1月以降、戦争は膠着状態に入り、ヒトラーはソビエト捕虜のより有益な扱いを認可、捕虜は強制労働に使役することとなった。1942年、150,000名であった彼等の数は1944年夏には最大の631,000名に達していた。
彼等はクルップ、ダイムラー・ベンツなどの無数の会社の工場などに送られたが、多くは炭鉱に送られ、死ぬために働かされた。一例として、1943年7月1日から11月10日の間に27,638名がルール単独で死亡している。1944年、彼等の「雇い主」は鉱業：160,000名、農業：138,000名、金属関連工業：131,000名であり、約200,000名が強制労働で死亡した。

## ソビエト将兵元捕虜に対するソビエト連邦の仕打ち
ドイツ軍の収容所より生きて出ることができたソビエト捕虜はナチスの為に働いたとしてソビエト当局に非難されるか、あるいは自発的な降伏を禁止した指令第279号の元に、反逆者のレッテルを貼られることになったという陳述がある。
第二次世界大戦中もしくは戦後、解放された捕虜は特別な「濾過」収容所に送られたが、彼等の内、90%以上が死亡、約8%が拘束され、懲罰大隊への所属を余儀なくされた。1944年、彼等は内務人民委員部（NKVD)により、粛清されるため、直接予備部隊へ配属された。さらに1945年、ソビエトへ送還された東方労働者（Ostarbeiter）、元捕虜、強制追放者ら4000,000名以上が調査され、約100もの濾過収容所に収容された。1946年までに市民の80%、元捕虜の20%が解放され、5%の市民、43%の元捕虜が再徴兵された、そして10%の市民と22%の元捕虜が労働大隊に送られ、市民の2%と元捕虜の15%（全元捕虜1,539,475名の内、226,127名）がNKVDにより強制労働収容所へ収容された。
ロシアの歴史家G・F・Krivosheevは、ソ連国家保安委員会（KGB）の文書から異なる数字を導きだしている。233,000名が敵へ協力したことにより有罪とされ、収容所から解放された1,836,562名のソビエト兵士は強制労働収容所へ送られた。ただし、2つ目のデータはソビエト本国へ送還された（強制も含む）何百万の民間人は含んでいないが、彼等は強制労働収容所へ送られたか、処刑されるかした。
また、「共産主義黒書」ではさらに異なる数字を提示している。19.1%の元捕虜は懲罰大隊に送られ、14.5%は強制労働を行う「復興大隊（通常は2年間）」送られた。そして8%（360,000名）は矯正労働収容所での労働10年から20年を宣告されたとする。生存者は1953年のスターリンの死により行われたニキータ・フルシチョフによるスターリン批判以降の非スターリニズム化のさなかである1955年、すべての元捕虜及びナチスの協力者とされていた人々は恩赦を受け、解放された。
ルドルフ＝ディーター・ミュラー（Rolf-Dieter Müller）とGerd R. Ueberschärによれば、「ソビエトの歴史家は捕虜問題に関する分野においては偽の情報を出すことに従事していた」と主張し、さらに彼等は解放され、帰国した捕虜のほとんどが反逆罪により有罪判決を受け、各種の強制労働を宣告されていると主張している。しかし、他の学者は信頼できる筋より入手した非機密扱いのソビエト公文書のデータを認めている。
何千ものソビエト捕虜は協力することにより生き残り、そして彼等の多くが武装親衛隊を含むドイツ軍へ加わった。さらにナチスとの戦いで称賛された英雄でさえ、スターリンの偏執病を払拭させることができず、抑圧される対象であった。例えばソルボル強制収容所で反乱に成功し、さらに戦闘で負傷し勲章を与えられたアレクサンドル・ペチェルスキーは赤軍に再合流した後、強制労働収容所に収監された。

## 引用
- 「すなわち、これは2つのイデオロギー、ナチズムとボルシェビズム、ドイツロシア2国間、ドイツ軍、ソビエト軍の双方による戦いではない。赤軍と我々の戦いは、単なる戦いではなく、イデオロギー上の戦いと判断すべきだ。彼等を国家社会主義の宿敵と考え、そのように扱うべきだ。」－ヘルマン・ライネッケ歩兵大将
- 「この戦いは、軍人としての騎士道精神、ジュネーブ条約とは無縁だ。」－ヴィルヘルム・カイテル陸軍元帥
- 「制服を着用した女性は射撃目標であった。」－ギュンター・フォン・クルーゲ陸軍元帥
- 「大方の場合、収容所所長は囚人の処分を行うために、食物を置くことを禁止し、むしろ囚人を餓死させるべきだ。」－アルフレート・ローゼンベルク
- 「これら憎むべき劣等民族が、草花、生ジャガイモを食べているのを見た。一旦、彼等が収容所で何も食べられないとわかるや否や、カニバリズムに走った。」－Stalag 318 (VIII-F)所長、ファルケンベルク大佐
- 「未開のアジア人らは政治将校らが戦闘に参加させなければならない。そして、彼等に対しては考慮無しに厳しい処置を取らなければならない。従って、彼等が戦闘や反抗で倒れ起き上がった時、彼等は武器をもってすぐさま戦わねばならない。」－1941年6月6日、政治将校のためのガイドライン[50]
- 「抵抗、不服従の兆候には冷酷な処置を！彼等を弱めるためには、武器を容赦なく使うように。逃亡しようとする捕虜は警告無しで射殺すべきである。」－1941年9月、ソビエト捕虜監視のおける指示[23]
- 「我々は、軍人らしい僚友関係の原則を忘れるべきである。共産主義者は僚友ではない。我々は彼等を絶滅させるべきである。」－アドルフ・ヒトラー